# Isidro Liarte Lausín
Isidro Liarte Lausín (Arándiga, 1892-Oviedo, 23 de diciembre de 1936) fue un político republicano español que ocupó el cargo de gobernador civil de varias provincias durante la Segunda República. Murió ejecutado por los sublevados al inicio de la Guerra Civil.

## Biografía
Liarte era miembro de la Alianza Republicana. Fue nombrado gobernador civil de Almería en junio de 1932 y permaneció en el cargo hasta noviembre, cuando pasó a ocupar el mismo puesto en la provincia de Jaén. En el año siguiente lo fue también de Toledo (febrero-septiembre de 1933), Valladolid (septiembre-octubre de 1933) y Pontevedra (octubre-diciembre de 1933) Se incorporó a Izquierda Republicana en 1936, y con el triunfo del Frente Popular en febrero de ese mismo año, fue nombrado gobernador de Baleares (febrero-julio de 1936) y después de Oviedo. Presidió Izquierda Republicana en Asturias y fue elegido compromisario para la elección del presidente de la República. Ocupaba el puesto de gobernador en Oviedo cuando se produjo el golpe de Estado que dio inicio a la Guerra Civil. Después de tratarlo con el entonces diputado socialista, Ramón González Peña, —en 1938 sería ministro de justicia con Negrín—  decidió entregar armas a las milicias obreras para la defensa frente a los sublevados, decisión posteriormente respaldada por el ministerio de Guerra. Traicionado por el entonces coronel Antonio Aranda, cabeza de la sublevación en la zona fue hecho prisionero y entregado a las fuerzas sublevadas. Poco después, tras un consejo de guerra sumarísimo, fue condenado a muerte y ejecutado en Oviedo.